# Калиев, Расул Бейсенович
Расул Бейсенович Калиев (каз. Расул Бейсенұлы Қалиев; 16 июня 1991, Восточно-Казахстанская область) — казахстанский борец вольного стиля.

## Биография
Уроженец Восточно-Казахстанской области.
- Победитель международного турнира среди молодежи «Петро Сираков» (Болгария, 2010)
- Серебряный призёр молодежного чемпионата мира (Румыния, 2011)
- Серебряный призёр международного турнира памяти Али Алиева (Россия, 2013)
- Бронзовый призёр чемпионата Азии (Индия, 2013)
- Серебряный призёр международного турнира «Кубок Тахти» (Иран, 2014)
- Чемпион Азии (Казахстан, 2014)